# 詹斌
詹斌（？—？），广东潮州府饶平县人，清朝政治人物、同進士出身。
乾隆二十八年（1763年），登癸未科進士。曾于1792年接替秦树绪任福建永安县知县一职，1794年由塔伦岱接任。